# Lauteraarhorn
Lauteraarhorn – szczyt w Alpach Berneńskich, części Alp Zachodnich. Leży w Szwajcarii w kantonie Berno, blisko granicy z Włochami. Sąsiaduje z Schreckhornem na północy i Finsteraarhornem na południu. Można go zdobyć ze schroniska Lauteraar-Hütte (2392 m) lub Schreckhorn-Hütte (2529 m). Góruje nad dwoma dużymi lodowcami Unteraargletscher i Finsteraargletscher.
Pierwszego odnotowanego wejścia dokonał Pierre Jean Édouard Desor, Christian Girard, Arnold Escher von der Linth, Melchior Bannholzer i Jakob Leuthold 8 sierpnia 1842 r.